# Taxe Cayley-Galt
La taxe Cayley-Galt, créée en 1858, fut le premier droit de douane protectionniste de l'histoire du Canada. Pour favoriser la croissance de la fabrication domestique, elle imposait des droits de 20 % sur les produits importés entièrement fabriqués et un droit de 10 % sur les produits importés partiellement fabriqués.
Cela causa du ressentiment au Royaume-Uni et aux États-Unis. La colère des Américains joua un grand rôle dans leur décision d'abroger en 1866 le traité de réciprocité canado-américain, qui avait permis le libre-échange des ressources naturelles. 
Cette taxe fut le point de départ d'un système plus complexe établi dans le cadre de la Politique nationale de 1879.